# Albrecht von Hagen
Albrecht von Hagen (Langen, Pommeren, 11 maart 1904 – Plötzensee (gevangenis), 8 augustus 1944) was jurist, officier in het Duitse leger, verzetsstrijder en een van de deelnemers aan het complot van 20 juli 1944 om Adolf Hitler te vermoorden.

## Biografische gegevens
Albrecht von Hagen was een telg uit een oeroud adellijk geslacht in Pommeren, zoon van de landeigenaar en reserveofficier Gerhard von Hagen en Elisabeth von Stülpnagel. Hij studeerde rechten in Heidelberg en Koningsbergen en was daarna als jurist werkzaam. Op 29 mei 1929 trouwde hij met Erica von Berg. Het echtpaar kreeg drie kinderen, van wie er een op jonge leeftijd overleed aan hersenvliesontsteking. Hij weigerde in de jaren dertig lid te worden van de NSDAP. Hij was lid van de Duitse Hospitaalorde van Sint-Jan (balije Brandenburg).

## Aanslagen op Hitler
Aan het begin van de Tweede Wereldoorlog werd Albrecht von Hagen als reserveluitenant ingedeeld bij de 10e Panzerdivisie van het Duitse leger. Hij nam deel aan de veldtocht tegen Frankrijk en aan Operatie Barbarossa. Daarna kwam hij bij het Afrikakorps van Erwin Rommel. In 1943 leerde hij in Tunesië Claus von Stauffenberg kennen en sloot hij zich aan bij de kring van samenzweerders tegen Hitler. Hiertoe behoorde ook zijn directe bevelhebber, Helmuth Stieff (1901-1944). Hij werd bevorderd tot eerste luitenant en nam de koeriersdienst over tussen het hoofdkwartier van Hitler Wolfsschanze (vlak bij Rastenburg) en Berlijn. Door zijn functie als ordonnansofficier en gedekt door Stieff kon hij onder het mom van dienstreizen relatief onopgemerkt aan springstof komen. Samen met zijn vriend majoor Joachim Kuhn haalde hij tot driemaal toe springstof op vanaf het Oostfront. De eerste lading was bestemd voor Axel von dem Bussche-Streithorst. Het plan was dat, op het moment dat Hitler nieuwe winteruniformen voor het leger zou bezichtigen, Axel von dem Bussche (die zich als model had aangemeld) zichzelf zou opblazen en daarbij Hitler in deze zelfmoordaanslag zou meenemen. Hitler kwam echter niet opdagen. Een ander pakket met springstof, dat hij samen het Kuhn in het bos had begraven, werd door de geheime politie ontdekt. Het volgende pakket gaf hij in Berlijn aan Claus von Stauffenberg.

## Proces en executie
Albrecht von Hagen werd onmiddellijk na het mislukken van de aanslag gearresteerd door de Gestapo. Ook zijn vrouw, ouders, broers en zusters werden gevangengenomen, zijn kinderen kwamen in een weeshuis. Op 8 augustus 1944 werd hij samen met zeven andere samenzweerders voorgeleid in een showproces door het Volksgerichtshof onder leiding van Roland Freisler.
Volgens een ANP Telexbericht van 8 augustus 1944 wordt Von Hagen tijdens dit proces op de volgende wijze door Freisler, de president van de Volksgerichtshof, over de springstof ondervraagd:
''pres.: "hebt u de springstof bij stauffenberg afgeleverd?"
bekl.: "ja."
pres.: "en daarmede was de zaak afgehandeld?"
bekl.: "neen."
pres.: "maar....?
bekl. : "ik heb stauffenberg gevraagd, wat daarmede moest gebeuren, daarop heeft stauffenberg verklaard, dat hij daarmede de regeering of den fuehrer - zoo precies weet ik dat niet meer - in de lucht wilde laten vliegen".
Op diezelfde dag werd hij ter dood veroordeeld en aan een pianosnaar opgehangen in de gevangenis Plötzensee.
Samen met hem werden in dit 'proces' van de Volksgerichtshof veroordeeld  en terechtgesteld op 8 augustus 1944: Erwin von Witzleben, Erich Hoepner, Helmuth Stieff, Paul von Hase, Robert Bernardis, Friedrich Karl Klausing en Peter Yorck von Wartenburg.
Vlak voor zijn veroordeling en terechtstelling schreef hij aan zijn vrouw Erica een afscheidsbrief waarin staat: '"Met mijn lot kan ik niet strijden, omdat ik hier zelf schuld aan heb. Voor de dood, die vandaag zo vele gedaanten heeft, ben ik niet bang. Voor mij blijft in deze laatste uren alleen over om de houding bewaren die ik als fundamenteel aanzie voor de adel."

## Beweegredenen voor deelname aan de aanslag
Het motief van Albrecht von Hagen om deel te nemen aan het complot tegen Hitler was zijn diepe afschuw van het naziregime. Hij had de morele overtuiging dat het Derde Rijk een onrechtstaat was en ten val gebracht moest worden. Net als andere samenzweerders voelde hij zich niet gebonden aan zijn militaire eed van gehoorzaamheid aan Hitler en beriep hij zich op paragraaf 47/2 van het Duitse Wetboek van Militair Strafrecht, dat bepaalde dat het opvolgen van een crimineel bevel een strafbare handeling was.